# Mixomelia rivulosa
Mixomelia rivulosa är en fjärilsart som beskrevs av Alfred Ernest Wileman 1915. Mixomelia rivulosa ingår i släktet Mixomelia och familjen nattflyn. Inga underarter finns listade i Catalogue of Life.